# Хикари Накаде
Хикари Накаде (јап. 中出 ひかり; 6. децембар 1988) јапанска је фудбалерка.

## Репрезентација
За репрезентацију Јапана дебитовала је 2013.

## Статистика
| Јапан  | Јапан | Јапан |
| Год.   | Ута.  | Гол.  |
| ------ | ----- | ----- |
| 2013   | 1     | 0     |
| Укупно | 1     | 0     |